# 白岡市立篠津中学校
白岡市立篠津中学校（しらおかしりつ しのづちゅうがっこう）は、埼玉県白岡市の公立中学校である。

## 沿革

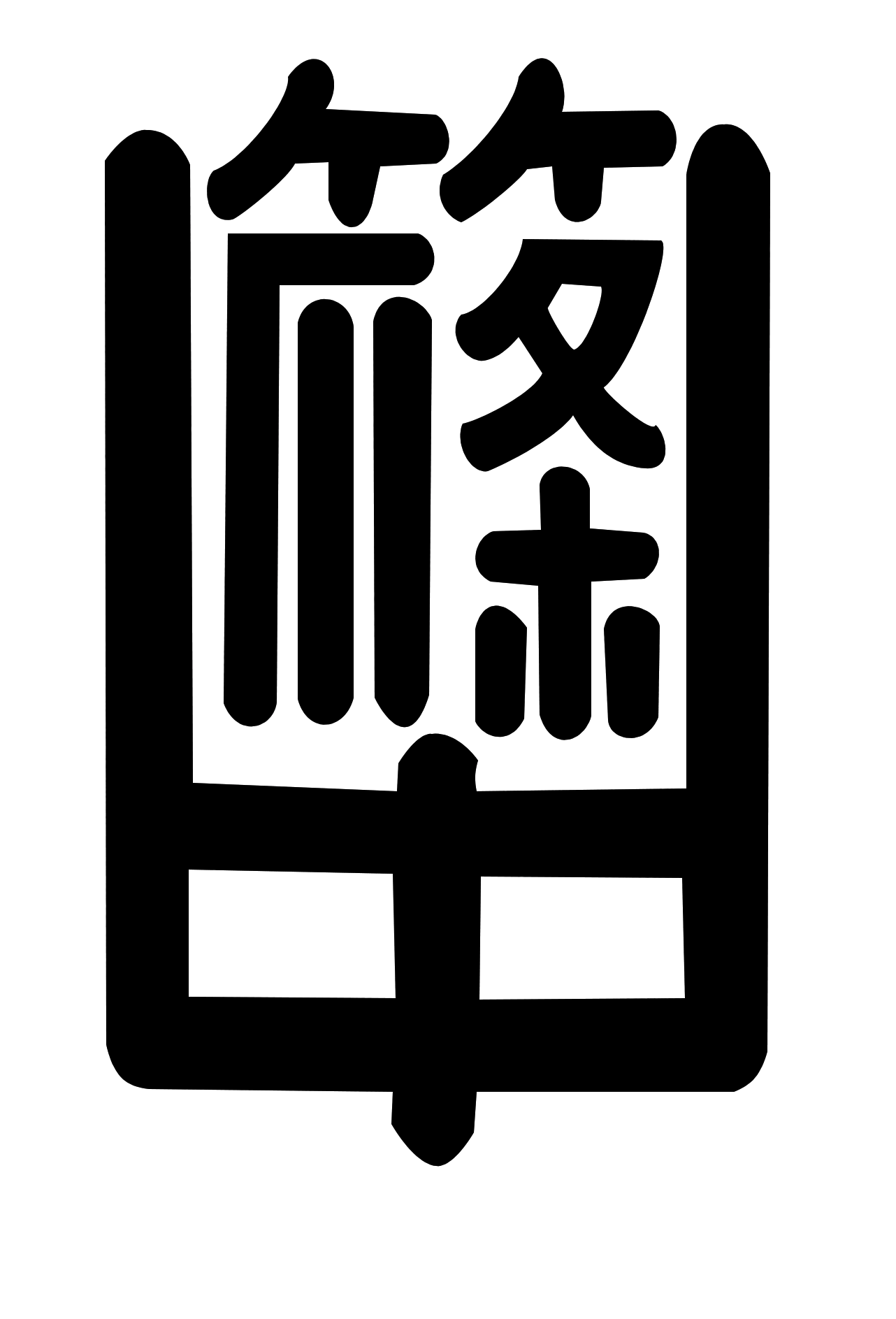
校章

### 開校〜昭和
- 昭和22年4月1日 - 白岡乾繭所を仮校舎として設置。　初代校長　原田　一任命される。
- 同年5月12日 - 埼玉県南埼玉郡篠津村立篠津中学校として開校[2]
- 昭和24年11月3日 - 校舎建築に対し校舎建設委員会に、天野文相より感謝状を受ける。
- 同年11月5日 - 校内放送設備をする。
- 同年12月1日 - 本校舎落成
- 昭和29年9月1日 - 第二代校長　黒須　勝太郎任命される。
- 同年9月1日 - 町村合併により白岡町が設置され、埼玉県南埼玉郡白岡町立篠津中学校になる。
- 昭和32年4月1日  -第三代校長　関根　義雄任命される。
- 同年5月5日 - 家庭科室（たたみの部屋）を廃止して理科室を併設。
- 昭和33年11月14日 - 更衣室新設。
- 昭和36年6月3日 - 小学校庭に2教室増築落成。
- 昭和37年4月1日 - 職員室増築落成。
- 昭和38年10月1日 - 第四代校長　大島　秀世任命される。
- 昭和39年10月1日 - 校庭拡張（11000平方メートル）
- 昭和40年2月13日 - 校歌制定。
- 同年12月11日 - 技術家庭科室(338.15平方メートル)新築落成及び理科室、音楽室の校舎移転。
- 昭和42年4月1日-第五代校長　石井　正信任命される。
- 同年5月1日-体育部室新築落成。
- 同年12月1日-体育部室増築落成。
- 昭和43年3月30日-校庭周囲金網柵工事完成。
- 同年4月1日-大山中学校廃止に伴い統合する。
- 同年4月30日-仮校舎1棟(3教室、校長室)が落成する。　(275.4平方メートル)
- 同年8月4日-プール竣工(25m×15m)
- 昭和45年3月6日-管理棟1(2階建521.529平方メートル)、　　　　　　教室棟1(3階建794.735平方メートル)、廊下(28.75平方メートル)                       計1345.014平方メートル落成する。
- 昭和46年3月6日-体育館兼講堂(1階1017.744平方メートル、2階158.445平方メートル)1176.189平方メートルが落成する。　　仮校舎を撤去し、元職員棟を美術棟とする。
- 昭和47年5月30日-物置1棟完成、体育館裏側に自転車置き場新設、沿革碑移転
- 昭和48年9月15日-校庭拡張地完了(7200平方メートル)
- 同年9月30日-PTAによる校庭植樹(千余本)
- 同年10月-新人体育大会ハンドボール県大会に優勝する。
- 昭和49年3月10日-プレハブ美術棟1棟、体育更衣室1棟、各球技コート、防球金網棚完成。
- 同年3月28日-学校環境緑化コンクールにおいて優良校の表彰を受ける。
- 同年4月1日-第六代校長　岡安　章任命される。
- 昭和51年8月1日-木造校舎全面修理。
- 昭和52年9月31日-体育部室新築落成。
- 同年12月1日-危険物倉庫完成。
- 昭和53年4月1日-第七第校長　島野　庸一任命される。
- 同年10月-木造校舎全面修理。
- 昭和54年4月8日-ブラスバンド部を結成。
- 昭和56年4月1日-第八代校長　山口　明任命される。
- 昭和57年3月5日-9教室増築(理科室、音楽室等)
- 昭和58年3月13日-玄関前舗装完成。
- 同年3月31日-プレハブ校舎増築(3教室)
- 同年5月1日-銅像除幕「飛躍」と命名。
- 同年8月-学徒総合体育大会剣道部、関東大会に出場する。
- 昭和60年4月1日-第九代校長　野口　弘夫任命される。
- 昭和61年3月22日-正門付近・体育館東側自転車置き場舗装工事完成。
- 昭和63年1月-防球ネット完成

### 平成
- 平成元年4月1日-第十代校長　大熊　一雄任命される。
- 平成2年4月1日-篠津中学校と白岡中学校に分離。
- 同年8月31日-旧校舎解体。
- 平成3年1月19日-朝日新聞社、日本余暇文化振興会主催ビックアートコンテストにて埼玉県教育長賞を受ける。
- 同年9月1日-校舎中央6教室、屋上、便所を大規模改修する。
- 平成4年3月20日-特別教室6教室、給食室竣工。
- 同年11月13日-新人体育大会剣道女子団体戦県大会で優勝する。
- 平成6年3月31日-校庭改修工事
- 同年4月1日-第十一代校長　田村　俊一任命される。
- 平成7年5月24日-埼玉県ボランティア推進校。
- 平成9年3月1日-創立50周年記念式典挙行。
- 同年4月1日第十二代校長　鈴木　正昭任命される。
- 平成10年1月31日-体育部室新築落成。
- 平成12年2月15日-体育館新築落成。
- 同年3月19日-「NHK基礎英語スキットコンテスト」基礎英語2部門にて、文部大臣表彰となる。
- 同年4月1日-第十三代校長　赤川　昌行任命される。
- 同年8月17日-県民総合体育大会男子バスケットボール県大会に出場する。
- 平成13年3月11日-「NHK基礎英語スキットコンテスト」基礎英語2部門にて、優秀賞となる。
- 平成15年4月1日-第十四代校長　石井　昇任命される。
- 同日-テニスコート改修工事。
- 平成18年4月1日-第十五代校長　本田　定任命される。
- 同年8月10日-学校総合体育大会剣道女子団体戦、個人戦関東大会に出場する。
- 同年8月17日-学校総合体育大会剣道女子個人戦全国大会に出場する。
- 平成20年4月1日-第十六代校長　菅野　健任命される。
- 平成21年8月11日-学校総合体育大会剣道男子団体戦、個人戦関東大会に出場する。
- 同年8月20日-学校総合体育大会剣道男子個人戦全国大会に出場する。
- 同年8月31日-中央棟耐震工事並びに東棟昇降口改修工事。
- 同年11月6日-白岡町教育委員会研究指定(指導方法の改善)に関する研究発表会にて発表を行う。
- 同年12月2日-「教育に関する3つの達成目標」東部地区推進協議会研究発表会にて発表を行う。
- 平成22年7月1日-普通教室に扇風機設置される。
- 平成23年4月1日-第十七代校長　平澤　香任命される。
- 同年8月30日-屋上散水装置及び井戸が設置される。
- 平成24年10月1日 - 市制施行に伴い、校名変更。白岡市立篠津中学校となる。
- 同年10月27日-埼玉県児童・生徒発明創意くふう展発明協会会長奨励賞、全日本学生児童発明くふう展出品。
- 平成25年1月26日-情報技術部第13回創造アイデアロボットコンテスト全国大会関東講師熱大会出場。
- 同年4月23日-白岡市教育委員会より研究学校(研究領域全教科)の指定を受ける(〜26年度)
- 同年11月11日-平成25年度埼玉県教育委員局県立学校部保健体育課学校体育指導主事訪問。
- 同年12月22日-第一回科学の甲子園ジュニア全国大会出場。
- 平成26年1月25日-情報技術部第14回創造アイデアロボットコンテスト関東甲信越大会・全国大会出場。
- 同年1月26日-吹奏楽部西関東アンサンブルコンテスト打楽器四重奏金賞
- 同年4月1日-第十八代校長　栗原　洋芳任命される。
- 同年6月28、29日-関東中学生テニス選手権女子シングルスに出場する。
- 同年7月5、6日-全国選抜ジュニアテニス選手権関東予選会女子シングルスに出場する。
- 同年8月10〜12日-関東中学生水泳競技大会に出場する。(男子200m背泳、女子200m個人メドレー)
- 同年11月4日-埼玉県発明創意くふう展において、埼玉県発明協会会長賞を受賞する。
- 同日-白岡市教育委員会研究指定(思考力、判断力、表現力の育成を目指した授業改善)に関する研究発表を行う。
- 同年11月-PTAより冷水機2台が寄贈される。

## 著名な出身者
- 神田千絵（元女子バレーボール選手）
- 奈良原浩（元プロ野球選手、野球指導者）
- 小島卓　（元埼玉県白岡市市長）

## 部活動
運動部
- 野球部　　　　　　　　　https://www.fureai-cloud.jp/shinozujt/home/index/bukatu/yakyu
- サッカー部　　　　　　　https://www.fureai-cloud.jp/shinozujt/home/index/bukatu/foot
- 男子テニス部　　　　　　https://www.fureai-cloud.jp/shinozujt/home/index/bukatu/danteni
- 女子テニス部　　　　　　https://www.fureai-cloud.jp/shinozujt/home/index/bukatu/gyoteni
- 男子バスケットボール部　https://www.fureai-cloud.jp/shinozujt/home/index/bukatu/danbas
- 女子バスケットボール部　https://www.fureai-cloud.jp/shinozujt/home/index/bukatu/gyobas
- 女子バレーボール部　　　https://www.fureai-cloud.jp/shinozujt/home/index/bukatu/gyobare
- バドミントン部　　　　　https://www.fureai-cloud.jp/shinozujt/home/index/bukatu/bado
- 剣道部　　　　　　　　　https://www.fureai-cloud.jp/shinozujt/home/index/bukatu/kendo

文化部
- 吹奏楽部　　　　　　　　https://www.fureai-cloud.jp/shinozujt/home/index/bukatu/suisougaku
- 美術部　　　　　　　　　https://www.fureai-cloud.jp/shinozujt/home/index/bukatu/bijyutu
- 文芸部　　　　　　　　　https://www.fureai-cloud.jp/shinozujt/home/index/bukatu/bungei
- 情報・技術部　　　　　　https://www.fureai-cloud.jp/shinozujt/home/index/bukatu/jyouhou

## 生徒会
- 生徒会本部                         https://www.fureai-cloud.jp/shinozujt/home/index/seitokai/honbu
- 生活委員会                         https://www.fureai-cloud.jp/shinozujt/home/index/seitokai/seikatu
- 体育委員会                         https://www.fureai-cloud.jp/shinozujt/home/index/seitokai/taiiku
- 図書委員会                         https://www.fureai-cloud.jp/shinozujt/home/index/seitokai/toshyo
- 保健委員会                         https://www.fureai-cloud.jp/shinozujt/home/index/seitokai/hoken
- 給食委員会                         https://www.fureai-cloud.jp/shinozujt/home/index/seitokai/kyuushokuiinkai
- 環境委員会                         https://www.fureai-cloud.jp/shinozujt/home/index/seitokai/kankyou
- 情報委員会                         https://www.fureai-cloud.jp/shinozujt/home/index/seitokai/jyouhou

　　　　　　　　　　　　　　　　　　　　　　　　　　　　　　　　　　　　　　　　　　　　　　　　　　　　2022年度　現在